# Andreas Valke
Andreas Valke (* im 15. Jahrhundert; † 18. April 1546) war Domherr in Münster.

## Leben
Andreas Valke entstammte dem westfälischen Adelsgeschlecht Valke und war der Sohn des Johann Valke und dessen Gemahlin Anna Nagel. Als Domherr zu Münster wird er erstmals am 12. April 1520 urkundlich erwähnt. Am 14. Februar 1541 trat er die Nachfolge des Adolf von Bodelschwingh als Propst von St. Martini in Münster an. Auf dieses Amt verzichtete er kurz vor seinem Tode, denn an seinem Todestag hatte Bischof Franz von Waldeck die Propstei mit dem dazu gehörenden Archidiakonat an Wilbrand von Schagen vergeben.